# Lycosa matusitai
Lycosa matusitai là một loài nhện trong họ Lycosidae.
Loài này thuộc chi Lycosa. Lycosa matusitai được Nakatsudi miêu tả năm 1943.